# Nobuko Tsuchiura
Die Japanerin Nobuko Tsuchiura (japanisch 土浦信子 Tsuchiura Nobuko; * 1900 als Nobuko Yoshino in Hongō, Tokio; gestorben 1998) war eine Architektin und Fotografin, Mitarbeiterin von Frank Lloyd Wright und Pionierin der modernen Architektur.

## Leben und Werk
Sie wurde im historischen Universitätsviertel Hongō als älteste Tochter von Yoshino Tama und des Politikwissenschaftler Yoshino Sakuzō geboren. 1919 schloss sie die Tokyo Women’s Higher Normal School (später Ochanomizu University Senior High School) ab. Durch ihren Vater lernte sie ihren Ehemann, den angehenden Architekten Kameki Tsuchiura kennen, den sie 1922 heiratete. Nobuko Tsuchiura begann 1921 gemeinsam mit ihrem Mann für Frank Lloyd Wright bei seinem Projekt Imperial Hotel mitzuarbeiten. Beide folgten Wright in die Vereinigten Staaten. Nobuko Tsuchiura wollte sich dort zur Architektin ausbilden lassen, da dieser Beruf zu dieser Zeit für Frauen in Japan nicht zugänglich war.

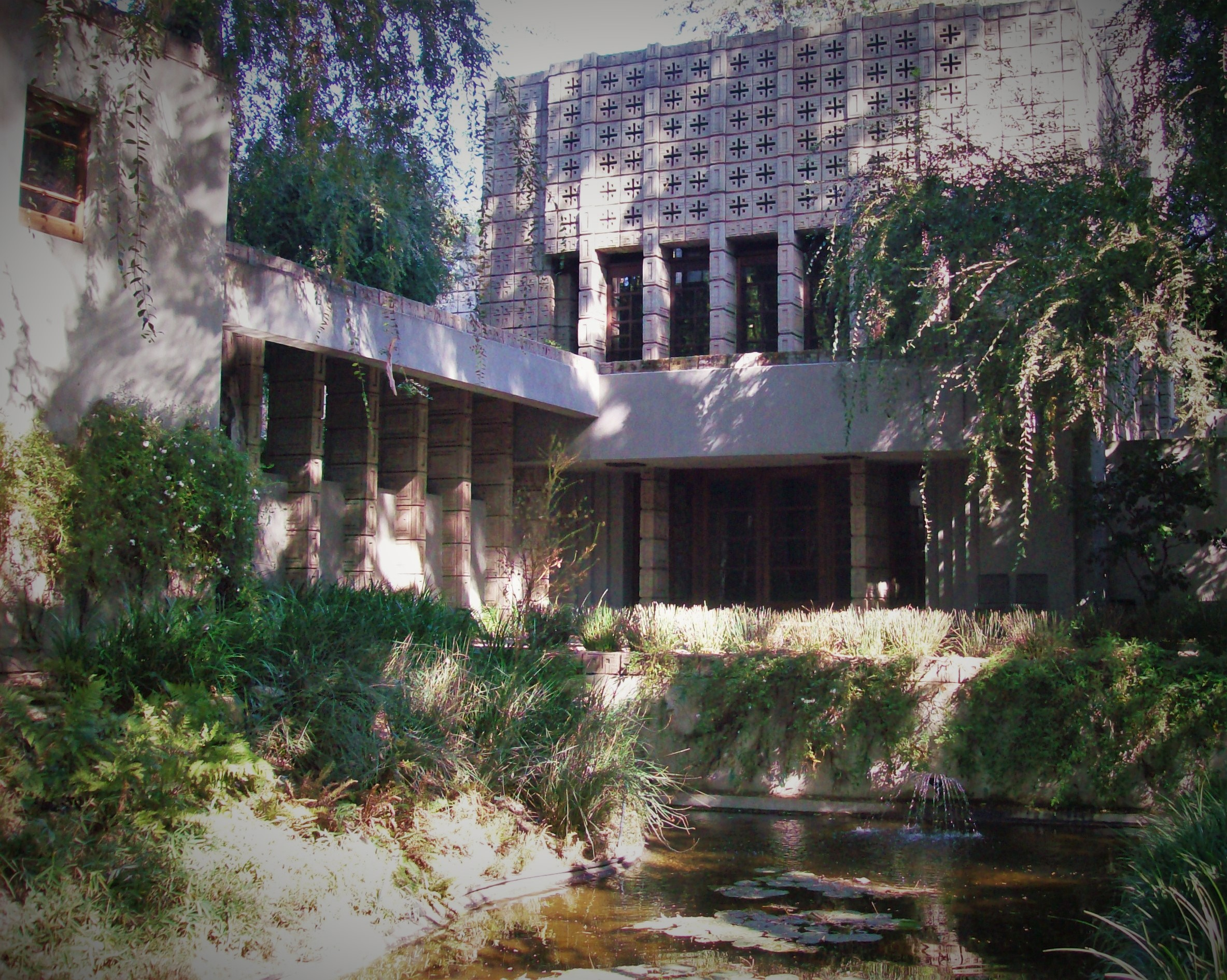
Millard House

Das Paar absolvierte eine dreijährige Ausbildung im Atelier von Frank Lloyd Wright in Taliesin in Wisconsin und Kalifornien (1923–1926). Von ihr sind verschiedene Perspektivzeichnungen bekannt. Sie war am Bau mehrerer kalifornischer Wohnhäuser aus speziellen Betonblocksteinen beteiligt, bei denen die Betonsteine brokatstoffähnlich gestaltet wurden. Diese Häuser wurden als „textile-block houses“ bezeichnet. Nobuko Tsuchiura arbeitete am Millard House, das später ihre eigenen Entwürfe beeinflusste. Sie war außerdem für Wrights Kunstsammlung zuständig, weshalb „Nobu“ im Freundeskreis den Spitznamen „Big Little Knob“ (großer kleiner Knauf) erhielt.
Nach einer langen Reise durch die Vereinigten Staaten kehrte das Paar 1929 nach Tokio zurück. Sie bearbeiteten gemeinsam mit dem tschechoslowakischen Architekten Bedrich Feuerstein zwei Wettbewerbe: das Kulturzentrum Saito Kaikan (Sendai, 1929) und das Chikatetsu-Gebäude (Tokio, 1929). Für das letztgenannte Projekt war Nobuko Tsuchiura hauptverantwortlich. Der Entwurf errang einen Preis, wurde aber nie umgesetzt. Im Jahr 1933 eröffneten Nobuko und Kameki Tsuchiura als erstes Architektenpaar Japans ihr eigenes Büro unter den Namen „Tsuchiura Architects and Designers“. Sie entwarfen hauptsächlich Wohngebäude und designten Möbel.
Der Stil der Architektur entfernte sich zusehends vom Einfluss Frank Lloyd Wrights in Richtung der Bauhaus-Moderne. Statt der Massivbauweise verwendeten sie vielfach das Trockenbausystem (Gipskartonplatten in Holzrahmen) und experimentierten mit verschiedenen Dämmstoffen. Sie strebten eine Standardisierung der Materialien sowie die verbesserte Gebäudeeffizienz unter Berücksichtigung des Landesklimas und der lokalen wirtschaftlichen Entwicklung an. Ihre Auftraggeber gehörten zu einer Gruppe von Japanern, die im Ausland studiert oder gelebt hatten. Nobuko Tsuchiura gestaltete für deren moderne Lebensweise auch neue Innenräume mit offenen Raumvolumen und Lufträumen, die die Geschossebenen verbanden. Durch die Einführung von Innovationen im Bereich der Installationen, Wasserversorgung und Heizung konnte auf Hausangestellte verzichtet werden. Aufgrund dieses innovativer Ansatzes und des neuen Lebensstils wurden Nobuko Tsuchiura und ihre Bauten in Zeitschriften veröffentlicht. Sie selbst publizierte außerdem in japanischen Zeitungen und Magazinen zu japanischen Häusern.
Dennoch fehlte es an der Anerkennung ihres Anteils an den Bauten. 1937 wandte sich Nobuko Tsuchiura neben der Architektur der Fotografie und als Malerin der abstrakten Kunst zu und gründete den „Ladies’ Photo Club“. Über den Club veröffentlichte sie ihre Fotos aus Japan und China.
Während des Zweiten Weltkriegs hielt sich das Paar 1940 bis 1943 in China auf. Nach dem Krieg setzten sie die Arbeit im eigenen Büro fort. Das Paar stellte 1953 mit Nobuko Ogawa die erste japanische Absolventin einer Architekturhochschule nach dem Zweiten Weltkrieg ein.
Das eigene Haus der Architekten aus dem Jahr 1935 in Tokios Bezirk Shinagawa gilt als eines der ersten modernen Gebäude in Japan, wurde aber auch von der Handwerkskunst und den Materialien der traditionellen japanischen Architektur geprägt. Heute ist die Fassade mit weiß gestrichenen vertikalen Holzbrettern verkleidet, nachdem die ursprünglichen asbesthaltigen Wände ersetzt wurden. Öffnungen in der Fassade zum Garten hin sind großflächig verglast. Der Eingang liegt unter einem kleinen Balkon, eine hängende Sonnenblende befindet sich über dem raumhohen Fenster des Wohnzimmers. Im Inneren erstreckt sich der Wohnraum über zwei Geschosse. Eine schmale Treppe mit minimalistischem Metallgeländer führt zur seitlichen Galerie. Von hier betritt man den kleinen Balkon. Einige Stufen führen weiter zu zwei Zimmern im ersten Stock. Rechts liegt das Schlafzimmer, gegenüber das Arbeitszimmer. Einbauschränke und andere Einrichtungsgegenstände sind speziell für das Haus entworfen worden. Auch hier gab es technischen Neuerungen der Zeit, wie eine Deckenheizung und eine Einbauküche. Im Jahr 1995 wurde das Haus als Kulturgut der Stadt Tokio ausgewiesen. 2013 wurde „Friends of the Tsuchiura House“ gegründet, der Fumihiko Maki und Terunobu Fujimori angehören. Das Haus ist bei Docomomo Japan gelistet.
Ein Großteil von Tsuchiuras Nachlass ist nicht überliefert. Im Archiv des Technischen Nationalmuseum in Prag befinden sich Grundrisszeichnungen, Perspektiven und Details zum Wettbewerb für das Chikatetsu-Gebäude. Viele ihrer oder der gemeinsamen Werke wurden ihrem Mann zugeordnet. Ihr Anteil an der Moderne in Japan wird erst seit kurzem erforscht und ausgestellt. Inzwischen wird sie als erste Architektin Japans bezeichnet.

## Werk  (Auswahl)

### Architektur
- 1929 Asahi House
- 1930 Yanai oder Tanii House (Valley House)
- 1930 Owaki House (Long House)
- 1931 Gotanda (eigenes Haus der Architekten)
- 1933 Ginza Tokuda Building (Tokio, abgerissen)
- 1935 Tsuchiura House (eigenes Haus der Architekten)
- 1936 Noomiya Building, (Tokio, 1960 abgerissen)
- 1938 Hotel Gora, (Hakone, abgerissen),
- 1952 Ginza Shinepatosu, (Tokio, abgerissen)

### Möbeldesign
- Bent Tubular Chair[5]

### Fotografie
- 2. Hälfte der 1930er Jahre: drei Werke mit unbekanntem Titel[10]
- ca. 1937: zwölf Werke mit unbekanntem Titel, Auszug aus dem Peking-Album[10]
- ca. 1938: Untitled (A doll), The Shoto Museum of Art, Tokio[11]

## Ausstellungen (Auswahl)
- 1993 Nojima Yasuzō et le Lady’s Camera Club dans les années 30, Musée d’art Shōtō, Shibuya, Tokio[10]
- 2001 Japanese Women Artists before and after World War II, 1930s-1950s, Tochigi Prefectural Museum of Fine Arts, Utsunomiya[12]
- 2012 Living hand in hand with architecture – From women who made challenges to women aspiring to make challenge, Women’s Archives Center, Ranzan[13]
- 2014 Dream of Modern Architecture: The Work of Kameki and Nobuko Tsuchiura, Tatemono-en, architektonisches Freilichtmuseum im Koganei-Park, Tokio[5]
- 2021/22 The New Woman Behind the Camera, National Gallery of Art, Washington[14]